# Liste des chapelles de la Côte-d'Or
 (novembre 2024).
La liste des chapelles de la Côte-d'Or présente les chapelles de culte catholique situées sur le territoire des communes du départements français de la Côte-d'Or.
Il est fait état des diverses protections dont elles peuvent bénéficier, et notamment les inscriptions et classements au titre des monuments historiques.
Toutes sont situées dans l'archidiocèse de Dijon.

## Liste
| Chapelle                                                                                                   | Commune                        | Adresse | Coordonnées                      | Notice         | Protection | Date        | Illustration                                                                                 |
| --- | ------------------------------ | ------- | -------------------------------- | -------------- | --- | ----------- | -------------------------------------------------------------------------------------------- |
| Chapelle Belle-Croix d'Ahuy                                                                                | Ahuy                           |         | 47° 22′ 14″ nord, 5° 01′ 14″ est |                | |             | Chapelle Belle-Croix d'Ahuy                                                                  |
| Chapelle de l'ancien ermitage Saint-Michel d'Aignay-le-Duc                                                 | Aignay-le-Duc                  |         | 47° 39′ 53″ nord, 4° 43′ 43″ est |                | |             | Chapelle de l'ancien ermitage Saint-Michel d'Aignay-le-Duc                                   |
| Chapelle Sainte-Reine d'Alise-Sainte-Reine                                                                 | Alise-Sainte-Reine             |         | 47° 32′ 14″ nord, 4° 29′ 14″ est | « PA21000060 » | Inscrit MH | 2012        | Chapelle Sainte-Reine d'Alise-Sainte-Reine                                                   |
| Chapelle de l'hôpital Sainte-Reine d'Alise-Sainte-Reine                                                    | Alise-Sainte-Reine             |         | 47° 32′ 15″ nord, 4° 29′ 10″ est |                | |             | Chapelle de l'hôpital Sainte-Reine d'Alise-Sainte-Reine                                      |
| Chapelle du cimetière d'Ampilly-le-Sec                                                                     | Ampilly-le-Sec                 |         | 47° 48′ 31″ nord, 4° 31′ 58″ est |                | |             | Image manquante Téléverser                                                                   |
| Chapelle funéraire d'Ampilly-les-Bordes                                                                    | Ampilly-les-Bordes             |         | 47° 37′ 55″ nord, 4° 38′ 31″ est |                | |             | Image manquante Téléverser                                                                   |
| Chapelle Saint-Honoré d'Ampilly-les-Bordes                                                                 | Ampilly-les-Bordes             |         | 47° 39′ 43″ nord, 4° 37′ 38″ est |                | |             | Chapelle Saint-Honoré d'Ampilly-les-Bordes                                                   |
| Chapelle Saint-Abdon d'Arnay-sous-Vitteaux                                                                 | Arnay-sous-Vitteaux            |         | 47° 26′ 19″ nord, 4° 30′ 07″ est |                | |             | Chapelle Saint-Abdon d'Arnay-sous-Vitteaux                                                   |
| Chapelle des Hospices d'Athée                                                                              | Athée                          |         | 47° 13′ 51″ nord, 5° 22′ 18″ est |                | |             | Chapelle des Hospices d'Athée                                                                |
| Chapelle de Crépey                                                                                         | Aubaine                        |         | 47° 07′ 08″ nord, 4° 44′ 07″ est |                | |             | Image manquante Téléverser                                                                   |
| Chapelle Saint-Barthélemy d'Aubigny-la-Ronce                                                               | Aubigny-la-Ronce               |         | 46° 59′ 12″ nord, 4° 36′ 13″ est |                | |             | Image manquante Téléverser                                                                   |
| Chapelle du château d'Autricourt                                                                           | Autricourt                     |         | 47° 59′ 46″ nord, 4° 37′ 03″ est |                | |             | Image manquante Téléverser                                                                   |
| Chapelle Notre-Dame-du-Chemin dite aussi Notre-Dame-de-Pitié d'Auvillars-sur-Saône                         | Auvillars-sur-Saône            |         | 47° 03′ 44″ nord, 5° 05′ 41″ est |                | |             | Chapelle Notre-Dame-du-Chemin dite aussi Notre-Dame-de-Pitié d'Auvillars-sur-Saône           |
| Chapelle des Secours de Melin                                                                              | Auxey-Duresses                 |         | 46° 58′ 50″ nord, 4° 42′ 35″ est | « IA21004751 » | |             | Chapelle des Secours de Melin                                                                |
| Chapelle Notre-Dame-de-Pitié d'Auxey-Duresses                                                              | Auxey-Duresses                 |         | 46° 59′ 10″ nord, 4° 44′ 50″ est | « IA21005360 » | |             | Chapelle Notre-Dame-de-Pitié d'Auxey-Duresses                                                |
| Chapelle Sainte-Catherine-et-Saint-Denis d'Auxey-Duresses                                                  | Auxey-Duresses                 |         | 46° 58′ 50″ nord, 4° 42′ 38″ est | « IA21004752 » | |             | Chapelle Sainte-Catherine-et-Saint-Denis d'Auxey-Duresses                                    |
| Chapelle de la Cour                                                                                        | Auxonne                        |         | 47° 11′ 52″ nord, 5° 25′ 53″ est |                | |             | Image manquante Téléverser                                                                   |
| Chapelle de l'hôpital d'Auxonne                                                                            | Auxonne                        |         | 47° 11′ 33″ nord, 5° 23′ 09″ est |                | |             | Image manquante Téléverser                                                                   |
| Chapelle de Barain                                                                                         | Avosnes                        |         | 47° 22′ 26″ nord, 4° 37′ 43″ est | « PA00112090 » | Classé MH | 2000        | Chapelle de Barain                                                                           |
| Chapelle Notre-Dame-de-Grâce de Bard-le-Régulier                                                           | Bard-le-Régulier               |         | 47° 08′ 07″ nord, 4° 17′ 59″ est |                | |             | Image manquante Téléverser                                                                   |
| Chapelle Saint-Frou de Barjon                                                                              | Barjon                         |         | 47° 36′ 40″ nord, 4° 57′ 30″ est |                | |             | Chapelle Saint-Frou de Barjon                                                                |
| Chapelle Saint-Abdon d'Évelle                                                                              | Baubigny                       |         | 46° 58′ 38″ nord, 4° 41′ 13″ est |                | |             | Image manquante Téléverser                                                                   |
| Chapelle Saint-Marc d'Orches                                                                               | Baubigny                       |         | 46° 59′ 22″ nord, 4° 41′ 23″ est |                | |             | Image manquante Téléverser                                                                   |
| Chapelle du prieuré de Baulme-la-Roche                                                                     | Baulme-la-Roche                |         | 46° 20′ 49″ nord, 4° 47′ 55″ est |                | |             | Chapelle du prieuré de Baulme-la-Roche                                                       |
| Chapelle Notre-Dame de Plantenai                                                                           | Beaumont-sur-Vingeanne         |         | 47° 27′ 08″ nord, 5° 22′ 39″ est |                | |             | Image manquante Téléverser                                                                   |
| Chapelle des Jacobins de Beaune                                                                            | Beaune                         |         | 47° 01′ 31″ nord, 4° 50′ 28″ est | « PA00112103 » | Inscrit MH | 2007        | Chapelle des Jacobins de Beaune                                                              |
| Chapelle de l'Oratoire de Beaune                                                                           | Beaune                         |         | 47° 01′ 37″ nord, 4° 50′ 21″ est | « PA00112129 » | Classé MH | 1921        | Chapelle de l'Oratoire de Beaune                                                             |
| Chapelle du domaine de Baptault                                                                            | Beaune                         |         | 47° 02′ 08″ nord, 4° 47′ 36″ est | « PA21000012 » | Classé MH | 2000        | Image manquante Téléverser                                                                   |
| Chapelle de l'hôpital de la Sainte-Trinité anciennement hospice de la Charité de Beaune                    | Beaune                         |         | 47° 01′ 30″ nord, 4° 50′ 20″ est | « PA00112111 » | Classé MH | 1975        | Chapelle de l'hôpital de la Sainte-Trinité anciennement hospice de la Charité de Beaune      |
| Chapelle des Hospices de Beaune                                                                            | Beaune                         |         | 47° 01′ 19″ nord, 4° 50′ 13″ est | « PA00112112 » | Classé MH | 1862        | Chapelle des Hospices de Beaune                                                              |
| Chapelle du sanctuaire de l'Enfant-Jésus de Beaune                                                         | Beaune                         |         | 47° 01′ 43″ nord, 4° 50′ 37″ est |                | |             | Image manquante Téléverser                                                                   |
| Chapelle Notre-Dame de Beaune                                                                              | Beaune                         |         | 47° 01′ 41″ nord, 4° 50′ 23″ est |                | |             | Chapelle Notre-Dame de Beaune                                                                |
| Chapelle Saint-Étienne du Carmel de Beaune                                                                 | Beaune                         |         | 47° 01′ 24″ nord, 4° 50′ 22″ est |                | |             | Chapelle Saint-Étienne du Carmel de Beaune                                                   |
| Chapelle du Saint-Esprit de Beaune                                                                         | Beaune                         |         | 47° 01′ 13″ nord, 4° 50′ 15″ est |                | |             | Chapelle du Saint-Esprit de Beaune                                                           |
| Chapelle Notre-Dame d'Arçon                                                                                | Belleneuve                     |         | 47° 21′ 18″ nord, 5° 16′ 58″ est |                | |             | Image manquante Téléverser                                                                   |
| Chapelle de Benoisey                                                                                       | Benoisey                       |         | 47° 34′ 46″ nord, 4° 23′ 52″ est |                | |             | Image manquante Téléverser                                                                   |
| Chapelle du château de Verchisy                                                                            | Beurizot                       |         | 47° 21′ 38″ nord, 4° 27′ 54″ est |                | |             | Image manquante Téléverser                                                                   |
| Chapelle de Lamblin Bas                                                                                    | Binges                         |         | 47° 20′ 12″ nord, 5° 15′ 16″ est |                | |             | Image manquante Téléverser                                                                   |
| Chapelle Sainte-Madeleine de Bissey-la-Côte                                                                | Bissey-la-Côte                 |         | 47° 54′ 49″ nord, 4° 42′ 39″ est | « PA00112142 » | Inscrit MH | 1976        | Chapelle Sainte-Madeleine de Bissey-la-Côte                                                  |
| Chapelle de Charmoy-lès-Blaisy                                                                             | Bissey-la-Côte                 |         | 47° 21′ 42″ nord, 4° 46′ 52″ est |                | |             | Image manquante Téléverser                                                                   |
| Chapelle Notre-Dame-des-Sept-Douleurs de Bligny-le-Sec                                                     | Bligny-le-Sec                  |         | 47° 26′ 29″ nord, 4° 44′ 25″ est |                | |             | Image manquante Téléverser                                                                   |
| Chapelle Saint-Roch de Bourberain                                                                          | Bourberain                     |         | 47° 29′ 46″ nord, 5° 17′ 30″ est |                | |             | Image manquante Téléverser                                                                   |
| Chapelle Saint-Claude de Brain                                                                             | Brain                          |         | 47° 27′ 48″ nord, 4° 30′ 24″ est | « PA00112157 » | Classé MH | 1939        | Chapelle Saint-Claude de Brain                                                               |
| Chapelle Sainte-Marguerite de Brazey-en-Morvan                                                             | Brazey-en-Morvan               |         | 47° 10′ 58″ nord, 4° 16′ 41″ est |                | |             | Image manquante Téléverser                                                                   |
| Chapelle Notre-Dame-de-Pitié de Brazey-en-Plaine                                                           | Brazey-en-Plaine               |         | 47° 08′ 36″ nord, 5° 12′ 38″ est |                | |             | Image manquante Téléverser                                                                   |
| Chapelle Dumesnil de Brazey-en-Plaine                                                                      | Brazey-en-Plaine               |         | 47° 08′ 05″ nord, 5° 13′ 00″ est |                | |             | Chapelle Dumesnil de Brazey-en-Plaine                                                        |
| Chapelle Saint-Martin de Bressey-sur-Tille                                                                 | Bressey-sur-Tille              |         | 47° 18′ 36″ nord, 5° 10′ 58″ est |                | |             | Image manquante Téléverser                                                                   |
| Chapelle Sainte-Apolline de Brianny                                                                        | Brianny                        |         | 47° 24′ 58″ nord, 4° 22′ 21″ est |                | |             | Chapelle Sainte-Apolline de Brianny                                                          |
| Chapelle du château de Broindon                                                                            | Broindon                       |         | 47° 11′ 54″ nord, 5° 02′ 40″ est |                | |             | Chapelle du château de Broindon                                                              |
| Chapelle Saint-Renobert de Romprey                                                                         | Bure-les-Templiers             |         | 47° 44′ 21″ nord, 4° 53′ 45″ est | « PA21000002 » | Inscrit MH | 1996        | Chapelle Saint-Renobert de Romprey                                                           |
| Chapelle Notre-Dame de Savranges                                                                           | Bussy-la-Pesle                 |         | 47° 20′ 17″ nord, 4° 44′ 14″ est |                | |             | Image manquante Téléverser                                                                   |
| Chapelle du château de Bussy-Rabutin                                                                       | Bussy-le-Grand                 |         | 47° 33′ 41″ nord, 4° 31′ 24″ est |                | |             | Chapelle du château de Bussy-Rabutin                                                         |
| Chapelle Saint-Colomban de Chevigny                                                                        | Bèze                           |         | 47° 27′ 26″ nord, 5° 18′ 30″ est |                | |             | Image manquante Téléverser                                                                   |
| Chapelle reposoir de Champeau-en-Morvan                                                                    | Champeau-en-Morvan             |         | 47° 16′ 40″ nord, 4° 08′ 43″ est |                | |             | Chapelle reposoir de Champeau-en-Morvan                                                      |
| Chapelle Sainte-Anne-et-Sainte-Barbe de Chanceaux                                                          | Chanceaux                      |         | 47° 31′ 13″ nord, 4° 42′ 56″ est |                | |             | Image manquante Téléverser                                                                   |
| Chapelle Sainte-Victoire de Petit Vallée                                                                   | Chanceaux                      |         | 47° 32′ 26″ nord, 4° 46′ 57″ est |                | |             | Image manquante Téléverser                                                                   |
| Chapelle Sainte-Thérèse-de-l'Enfant-Jésus de Chenôve                                                       | Chenôve                        |         | 47° 17′ 52″ nord, 5° 00′ 59″ est |                | |             | Image manquante Téléverser                                                                   |
| Chapelle de la grange monastique de Chaudenay                                                              | Chevannay                      |         | 47° 22′ 52″ nord, 4° 39′ 19″ est |                | |             | Chapelle de la grange monastique de Chaudenay                                                |
| Chapelle de l'école des sœurs de la Providence de Portieux                                                 | Chevigny-Saint-Sauveur         |         | 47° 18′ 07″ nord, 5° 08′ 09″ est |                | |             | Image manquante Téléverser                                                                   |
| Chapelle Saint-Léger de Chivres                                                                            | Chivres                        |         | 46° 58′ 15″ nord, 5° 05′ 17″ est |                | |             | Chapelle Saint-Léger de Chivres                                                              |
| Chapelle du château de Châteauneuf                                                                         | Châteauneuf                    |         | 47° 13′ 03″ nord, 4° 38′ 24″ est |                | |             | Chapelle du château de Châteauneuf                                                           |
| Chapelle Notre-Dame-du-Chêne ou chapelle de la Chaume de Crais-Morlot                                      | Châteauneuf                    |         | 47° 13′ 29″ nord, 4° 38′ 41″ est |                | |             | Image manquante Téléverser                                                                   |
| Chapelle Saint-Thibault de Châtillon-sur-Seine                                                             | Châtillon-sur-Seine            |         | 47° 51′ 23″ nord, 4° 34′ 05″ est |                | |             | Chapelle Saint-Thibault de Châtillon-sur-Seine                                               |
| Chapelle Saint-Martin de Corpoyer-la-Chapelle                                                              | Corpoyer-la-Chapelle           |         | 47° 32′ 35″ nord, 4° 36′ 26″ est |                | |             | Chapelle Saint-Martin de Corpoyer-la-Chapelle                                                |
| Chapelle Saint-Georges de la commanderie d'Épailly                                                         | Courban                        |         | 47° 55′ 50″ nord, 4° 43′ 06″ est |                | |             | Chapelle Saint-Georges de la commanderie d'Épailly                                           |
| Chapelle Saint-Gervais de Beaume                                                                           | Créancey                       |         | 47° 15′ 39″ nord, 4° 34′ 46″ est |                | |             | Image manquante Téléverser                                                                   |
| Chapelle Saint-Vivant de Curtil-Vergy                                                                      | Curtil-Vergy                   |         | 47° 10′ 20″ nord, 4° 53′ 11″ est | « PA00112775 » | Inscrit MH | 2018        | Chapelle Saint-Vivant de Curtil-Vergy                                                        |
| Chapelle de Munois                                                                                         | Darcey                         |         | 47° 32′ 04″ nord, 4° 33′ 29″ est |                | |             | Image manquante Téléverser                                                                   |
| Chapelle Sainte-Sabine de Jonchery                                                                         | Diancey                        |         | 47° 10′ 08″ nord, 4° 22′ 07″ est |                | |             | Image manquante Téléverser                                                                   |
| Chapelle des Carmélites de Dijon                                                                           | Dijon                          |         | 47° 19′ 08″ nord, 5° 02′ 21″ est | « PA00112255 » | Classé MH Portail | 1910        | Chapelle des Carmélites de Dijon                                                             |
| Sainte-Chapelle de Dijon                                                                                   | Dijon                          |         | 47° 19′ 18″ nord, 5° 02′ 33″ est |                | |             | Sainte-Chapelle de Dijon                                                                     |
| Chapelle des Élus de Dijon                                                                                 | Dijon                          |         | 47° 19′ 18″ nord, 5° 02′ 29″ est | « PA00112427 » | Classé MH | 1926        | Chapelle des Élus de Dijon                                                                   |
| Grande chapelle de l'hôpital général de Dijon                                                              | Dijon                          |         | 47° 19′ 02″ nord, 5° 01′ 45″ est | « PA00112275 » | Classé MH | 1908        | Grande chapelle de l'hôpital général de Dijon                                                |
| Chapelle Saint-Jean le Théologien de Dijon                                                                 | Dijon                          |         | 47° 19′ 55″ nord, 5° 03′ 03″ est | « PA00112256 » | Inscrit MH | 1947        | Chapelle Saint-Jean le Théologien de Dijon                                                   |
| Chapelle Saint-François-d'Assise de Dijon                                                                  | Dijon                          |         | 47° 19′ 31″ nord, 5° 00′ 55″ est |                | |             | Chapelle Saint-François-d'Assise de Dijon                                                    |
| Chapelle Notre-Dame-de-la-Providence de Dijon                                                              | Dijon                          |         | 47° 19′ 48″ nord, 5° 00′ 51″ est |                | |             | Image manquante Téléverser                                                                   |
| Chapelle Abraham des Grésilles                                                                             | Dijon                          |         | à géolocaliser                   |                | |             | Image manquante Téléverser                                                                   |
| Chapelle des Petites Sœurs des pauvres de Dijon                                                            | Dijon                          |         | 47° 19′ 21″ nord, 5° 03′ 32″ est |                | |             | Image manquante Téléverser                                                                   |
| Chapelle du lycée Saint-Bénigne de Dijon                                                                   | Dijon                          |         | 47° 19′ 50″ nord, 5° 01′ 00″ est |                | |             | Image manquante Téléverser                                                                   |
| Chapelle Sainte-Pétronille-et-Saint-Pérégrin des Templiers de la commanderie de Fontenottes de la Bergerie | Dijon                          |         | 47° 18′ 13″ nord, 4° 58′ 53″ est |                | |             | Image manquante Téléverser                                                                   |
| Chapelle Saint-Jacques des Bourroches                                                                      | Dijon                          |         | 47° 18′ 27″ nord, 5° 00′ 40″ est |                | |             | Image manquante Téléverser                                                                   |
| Chapelle Saint-Louis du Parc                                                                               | Dijon                          |         | 47° 18′ 14″ nord, 5° 02′ 16″ est |                | |             | Image manquante Téléverser                                                                   |
| Chapelle Sainte-Anne de Dijon                                                                              | Dijon                          |         | à géolocaliser                   |                | |             | Image manquante Téléverser                                                                   |
| Chapelle Notre-Dame de Bruant                                                                              | Détain-et-Bruant               |         | 47° 09′ 45″ nord, 4° 47′ 48″ est |                | |             | Image manquante Téléverser                                                                   |
| Chapelle Saint-Georges de Saint-Just                                                                       | Fain-lès-Moutiers              |         | 47° 34′ 28″ nord, 4° 14′ 07″ est |                | |             | Image manquante Téléverser                                                                   |
| Chapelle du château du Petit-Saint-Broing                                                                  | Faverolles-lès-Lucey           |         | 47° 49′ 21″ nord, 4° 52′ 52″ est |                | |             | Chapelle du château du Petit-Saint-Broing                                                    |
| Chapelle du Carmel du Télégraphe                                                                           | Flavignerot                    |         | 47° 16′ 04″ nord, 4° 55′ 44″ est |                | |             | Image manquante Téléverser                                                                   |
| Chapelle Sainte-Angèle de Flavigny-sur-Ozerain                                                             | Flavigny-sur-Ozerain           |         | 47° 30′ 40″ nord, 4° 31′ 57″ est |                | |             | Image manquante Téléverser                                                                   |
| Chapelle de la Motte de Fontaine-Française                                                                 | Fontaine-Française             |         | 47° 31′ 13″ nord, 5° 22′ 05″ est |                | |             | Image manquante Téléverser                                                                   |
| Chapelle Saint-Martin de Fontaine-lès-Dijon                                                                | Fontaine-lès-Dijon             |         | 47° 20′ 23″ nord, 5° 01′ 50″ est |                | |             | Image manquante Téléverser                                                                   |
| Chapelle Saint-Nicolas de Fontaines-en-Duesmois                                                            | Fontaines-en-Duesmois          |         | 47° 39′ 00″ nord, 4° 32′ 40″ est | « PA00112463 » | Inscrit MH | 1950        | Chapelle Saint-Nicolas de Fontaines-en-Duesmois                                              |
| Chapelle de la grange cistercienne d'Émorots                                                               | Fontaines-en-Duesmois          |         | 47° 38′ 42″ nord, 4° 31′ 02″ est |                | |             | Chapelle de la grange cistercienne d'Émorots                                                 |
| Chapelle Notre-Dame-de-Saine-Roche de Vaubuzin                                                             | Frôlois                        |         | 47° 30′ 45″ nord, 4° 38′ 36″ est |                | |             | Image manquante Téléverser                                                                   |
| Chapelle Saint-Blaise de Vaubuzin                                                                          | Frôlois                        |         | 47° 30′ 44″ nord, 4° 38′ 46″ est |                | |             | Image manquante Téléverser                                                                   |
| Chapelle de l'orphelinat du Clos Domois de Domois                                                          | Fénay                          |         | 47° 15′ 28″ nord, 5° 03′ 07″ est |                | |             | Image manquante Téléverser                                                                   |
| Chapelle des Deux-Cœurs de la Fraternité Sitio de Domois                                                   | Fénay                          |         | 47° 15′ 31″ nord, 5° 03′ 00″ est |                | |             | Image manquante Téléverser                                                                   |
| Chapelle de la Sainte-Famille de Gevrey-Chambertin                                                         | Gevrey-Chambertin              |         | 47° 13′ 41″ nord, 4° 59′ 30″ est |                | |             | Image manquante Téléverser                                                                   |
| Chapelle Saint-Hubert de Gomméville                                                                        | Gomméville                     |         | 47° 57′ 44″ nord, 4° 29′ 44″ est |                | |             | Chapelle Saint-Hubert de Gomméville                                                          |
| Chapelle Notre-Dame de Beauregard                                                                          | Grancey-sur-Ource              |         | 48° 00′ 18″ nord, 4° 35′ 03″ est |                | |             | Image manquante Téléverser                                                                   |
| Chapelle Sainte-Anne de Vaux lès Grenant                                                                   | Grenant-lès-Sombernon          |         | 47° 15′ 35″ nord, 4° 43′ 03″ est |                | |             | Image manquante Téléverser                                                                   |
| Chapelle Notre-Dame-des-Granges des Granges-sous-Grignon                                                   | Grignon                        |         | 47° 33′ 28″ nord, 4° 25′ 04″ est |                | |             | Image manquante Téléverser                                                                   |
| Chapelle Saint-Victor de Vellemont                                                                         | Grosbois-en-Montagne           |         | 47° 19′ 07″ nord, 4° 36′ 31″ est | « PA00112767 » | Inscrit MH | 1991        | Chapelle Saint-Victor de Vellemont                                                           |
| Chapelle Saint-Michel de Gurgy-le-Château                                                                  | Gurgy-le-Château               |         | 47° 49′ 25″ nord, 4° 55′ 32″ est |                | |             | Image manquante Téléverser                                                                   |
| Chapelle Saint-Firmin d'Écorsaint                                                                          | Hauteroche                     |         | 47° 28′ 58″ nord, 4° 34′ 13″ est |                | |             | Image manquante Téléverser                                                                   |
| Chapelle Sainte-Anne de Heuilley-sur-Saône                                                                 | Heuilley-sur-Saône             |         | 47° 19′ 51″ nord, 5° 26′ 37″ est |                | |             | Chapelle Sainte-Anne de Heuilley-sur-Saône                                                   |
| Chapelle Saint-Charles d'Is-sur-Tille                                                                      | Is-sur-Tille                   |         | 47° 31′ 11″ nord, 5° 06′ 45″ est |                | |             | Image manquante Téléverser                                                                   |
| Chapelle de Jouey                                                                                          | Jouey                          |         | 47° 09′ 19″ nord, 4° 26′ 32″ est |                | |             | Image manquante Téléverser                                                                   |
| Chapelle Notre-Dame-de-Rouvray dite aussi Notre-Dame-de-Bonsecours de Jours-en-Vaux                        | Jours-en-Vaux                  |         | 47° 02′ 12″ nord, 4° 34′ 41″ est |                | |             | Image manquante Téléverser                                                                   |
| Chapelle Saint-Antoine de Cessey                                                                           | Jours-lès-Baigneux             |         | 47° 36′ 14″ nord, 4° 36′ 39″ est |                | |             | Chapelle Saint-Antoine de Cessey                                                             |
| Chapelle Notre-Dame du Charmot                                                                             | Juillenay                      |         | 47° 21′ 22″ nord, 4° 16′ 31″ est |                | |             | Image manquante Téléverser                                                                   |
| Chapelle Notre-Dame dite chapelle de l'abbé Moreau de Juilly                                               | Juilly                         |         | 47° 29′ 23″ nord, 4° 24′ 03″ est |                | |             | Chapelle Notre-Dame dite chapelle de l'abbé Moreau de Juilly                                 |
| Chapelle Sainte-Anne de Clirey                                                                             | La Roche-Vanneau               |         | 47° 27′ 59″ nord, 4° 32′ 40″ est |                | |             | Image manquante Téléverser                                                                   |
| Chapelle de Bierre-en-Morvan                                                                               | La Roche-en-Brenil             |         | 47° 23′ 47″ nord, 4° 09′ 09″ est |                | |             | Image manquante Téléverser                                                                   |
| Chapelle Notre-Dame du Chemin                                                                              | Ladoix-Serrigny                |         | 47° 04′ 03″ nord, 4° 52′ 18″ est | « PA00112500 » | Inscrit MH | 1985        | Chapelle Notre-Dame du Chemin                                                                |
| Chapelle Sainte-Marguerite de la Maison-Dieu de Laignes                                                    | Laignes                        |         | 47° 50′ 27″ nord, 4° 21′ 40″ est |                | |             | Chapelle Sainte-Marguerite de la Maison-Dieu de Laignes                                      |
| Chapelle Notre-Dame de Lamarchotte de Lamarche-sur-Saône                                                   | Lamarche-sur-Saône             |         | 47° 16′ 23″ nord, 5° 23′ 05″ est |                | |             | Chapelle Notre-Dame de Lamarchotte de Lamarche-sur-Saône                                     |
| Chapelle de Coteau Moitot                                                                                  | Lamargelle                     |         | 47° 31′ 39″ nord, 4° 50′ 07″ est |                | |             | Image manquante Téléverser                                                                   |
| Chapelle Saint-Louis de Lantenay                                                                           | Lantenay                       |         | 47° 20′ 44″ nord, 4° 52′ 05″ est | « PA00112503 » | Classé MH | 1975        | Chapelle Saint-Louis de Lantenay                                                             |
| Chapelle du château de Lantenay                                                                            | Lantenay                       |         | 47° 20′ 32″ nord, 4° 52′ 21″ est |                | |             | Image manquante Téléverser                                                                   |
| Chapelle templière de la Courroirie                                                                        | Leuglay                        |         | 47° 47′ 59″ nord, 4° 49′ 45″ est |                | |             | Chapelle templière de la Courroirie                                                          |
| Chapelle Sainte-Claire des Pommerets                                                                       | Longvic                        |         | 47° 17′ 38″ nord, 5° 03′ 20″ est |                | |             | Image manquante Téléverser                                                                   |
| Chapelle Notre-Dame de Presles                                                                             | Lusigny-sur-Ouche              |         | 47° 04′ 46″ nord, 4° 40′ 41″ est |                | |             | Chapelle Notre-Dame de Presles                                                               |
| Chapelle Saint-Léger de Bois de Latoy                                                                      | Magnien                        |         | 47° 06′ 58″ nord, 4° 24′ 36″ est |                | |             | Image manquante Téléverser                                                                   |
| Chapelle Saint-Hubert de Tout-y-Faut ou Toutifaut                                                          | Magny-Lambert                  |         | 47° 40′ 13″ nord, 4° 36′ 39″ est |                | |             | Chapelle Saint-Hubert de Tout-y-Faut ou Toutifaut                                            |
| Chapelle Notre-Dame-de-Bonheur de Magny-lès-Villers                                                        | Magny-lès-Villers              |         | 47° 06′ 04″ nord, 4° 52′ 32″ est |                | |             | Chapelle Notre-Dame-de-Bonheur de Magny-lès-Villers                                          |
| Chapelle de Magny-sur-Tille                                                                                | Magny-sur-Tille                |         | 47° 16′ 19″ nord, 5° 10′ 23″ est |                | |             | Image manquante Téléverser                                                                   |
| Chapelle Saint-Guillaume-d'Aquitaine d'Ogny                                                                | Marcilly-Ogny                  |         | 47° 14′ 06″ nord, 4° 22′ 57″ est |                | |             | Image manquante Téléverser                                                                   |
| Chapelle du cimetière de Marcilly-sur-Tille                                                                | Marcilly-sur-Tille             |         | 47° 31′ 12″ nord, 5° 08′ 00″ est | « PA00112524 » | Inscrit MH | 1925        | Chapelle du cimetière de Marcilly-sur-Tille                                                  |
| Chapelle à répit Notre-Dame de Ferme de Roche d'Hys                                                        | Massingy-lès-Vitteaux          |         | 47° 23′ 09″ nord, 4° 34′ 33″ est |                | |             | Image manquante Téléverser                                                                   |
| Chapelle Saint-Georges de Cissey                                                                           | Merceuil                       |         | 46° 57′ 35″ nord, 4° 51′ 50″ est |                | |             | Image manquante Téléverser                                                                   |
| Chapelle Saint-Jean-Baptiste de la Serrée                                                                  | Mesmont                        |         | 47° 18′ 30″ nord, 4° 45′ 58″ est | « PA21000086 » | Inscrit MH | 2016        | Chapelle Saint-Jean-Baptiste de la Serrée                                                    |
| Chapelle Saint-Laurent de Montagne Saint-Laurent                                                           | Mesmont                        |         | 47° 18′ 37″ nord, 4° 45′ 02″ est |                | |             | Image manquante Téléverser                                                                   |
| Chapelle de la léproserie de Meursault                                                                     | Meursault                      |         | 46° 58′ 34″ nord, 4° 47′ 10″ est |                | |             | Chapelle de la léproserie de Meursault                                                       |
| Chapelle de la Conception-de-Notre-Dame-et-Saint-Jérôme, dite chapelle de Contaut de Mimeure               | Mimeure                        |         | 47° 08′ 59″ nord, 4° 29′ 05″ est |                | |             | Chapelle de la Conception-de-Notre-Dame-et-Saint-Jérôme, dite chapelle de Contaut de Mimeure |
| Chapelle Dieu-de-Pitié de Missery                                                                          | Missery                        |         | 47° 18′ 28″ nord, 4° 22′ 24″ est |                | |             | Chapelle Dieu-de-Pitié de Missery                                                            |
| Tour-chapelle du château de Missery                                                                        | Missery                        |         | 47° 18′ 31″ nord, 4° 22′ 17″ est |                | |             | Tour-chapelle du château de Missery                                                          |
| Chapelle du couvent de Molesme                                                                             | Molesme                        |         | 47° 56′ 02″ nord, 4° 21′ 30″ est |                | |             | Image manquante Téléverser                                                                   |
| Chapelle du presbytère de Mont-Saint-Jean                                                                  | Mont-Saint-Jean                |         | 47° 17′ 29″ nord, 4° 24′ 06″ est | « IA21000382 » | |             | Image manquante Téléverser                                                                   |
| Chapelle Sainte-Anne de Mont-Saint-Jean                                                                    | Mont-Saint-Jean                |         | 47° 17′ 38″ nord, 4° 24′ 11″ est |                | |             | Chapelle Sainte-Anne de Mont-Saint-Jean                                                      |
| Chapelle Sainte-Marguerite de La Come                                                                      | Mont-Saint-Jean                |         | 47° 16′ 30″ nord, 4° 25′ 43″ est |                | |             | Image manquante Téléverser                                                                   |
| Chapelle Sainte-Pétronille de Fleurey                                                                      | Mont-Saint-Jean                |         | 47° 16′ 25″ nord, 4° 24′ 39″ est |                | |             | Image manquante Téléverser                                                                   |
| Chapelle des Ursulines de Montbard                                                                         | Montbard                       |         | 47° 37′ 28″ nord, 4° 20′ 13″ est |                | |             | Image manquante Téléverser                                                                   |
| Chapelle Notre-Dame de la Mairie                                                                           | Montbard                       |         | 47° 39′ 40″ nord, 4° 20′ 38″ est |                | |             | Image manquante Téléverser                                                                   |
| Chapelle Saint-Denis de Montfort                                                                           | Montigny-Montfort              |         | 47° 35′ 31″ nord, 4° 19′ 37″ est |                | |             | Chapelle Saint-Denis de Montfort                                                             |
| Chapelle Saint-Jean de Villiers                                                                            | Montigny-Montfort              |         | 47° 35′ 58″ nord, 4° 20′ 11″ est |                | |             | Chapelle Saint-Jean de Villiers                                                              |
| Chapelle du château de Montigny-sur-Aube                                                                   | Montigny-sur-Aube              |         | 47° 57′ 11″ nord, 4° 46′ 43″ est |                | |             | Chapelle du château de Montigny-sur-Aube                                                     |
| Chapelle Sainte-Anne de Courcelles                                                                         | Montliot-et-Courcelles         |         | 47° 54′ 04″ nord, 4° 33′ 10″ est |                | |             | Chapelle Sainte-Anne de Courcelles                                                           |
| Chapelle Saint-Julien de Hierce                                                                            | Montmoyen                      |         | 47° 43′ 47″ nord, 4° 46′ 29″ est |                | |             | Chapelle Saint-Julien de Hierce                                                              |
| Chapelle Saint-Jean-Baptiste de Moutiers-Saint-Jean                                                        | Moutiers-Saint-Jean            |         | 47° 33′ 36″ nord, 4° 13′ 16″ est |                | |             | Image manquante Téléverser                                                                   |
| Chapelle Sainte-Madeleine de Massoult                                                                      | Nesle-et-Massoult              |         | 47° 47′ 20″ nord, 4° 26′ 53″ est |                | |             | Chapelle Sainte-Madeleine de Massoult                                                        |
| Chapelle Sainte-Catherine de Voisin                                                                        | Nod-sur-Seine                  |         | 47° 45′ 55″ nord, 4° 37′ 11″ est |                | |             | Chapelle Sainte-Catherine de Voisin                                                          |
| Chapelle Saint-Pierre de Nolay                                                                             | Nolay                          |         | 46° 57′ 13″ nord, 4° 38′ 10″ est | « PA00112764 » | Inscrit MH | 1991        | Chapelle Saint-Pierre de Nolay                                                               |
| Chapelle de Cirey                                                                                          | Nolay                          |         | 46° 57′ 29″ nord, 4° 37′ 25″ est |                | |             | Image manquante Téléverser                                                                   |
| Chapelle Saint-Philippe-et-Saint-Jacques de Nolay                                                          | Nolay                          |         | 46° 57′ 42″ nord, 4° 37′ 44″ est |                | |             | Chapelle Saint-Philippe-et-Saint-Jacques de Nolay                                            |
| Chapelle Notre-Dame-de-la-Compassion de l'hospice de Nolay                                                 | Nolay                          |         | 46° 57′ 11″ nord, 4° 37′ 55″ est |                | |             | Image manquante Téléverser                                                                   |
| Chapelle Notre-Dame de la Serrée de Nuits-Saint-Georges                                                    | Nuits-Saint-Georges            |         | 47° 08′ 48″ nord, 4° 55′ 05″ est |                | |             | Chapelle Notre-Dame de la Serrée de Nuits-Saint-Georges                                      |
| Chapelle Notre-Dame des Bois d'Orret                                                                       | Orret                          |         | 47° 36′ 38″ nord, 4° 41′ 14″ est | « IA00063763 » | |             | Chapelle Notre-Dame des Bois d'Orret                                                         |
| Chapelle Sainte-Reine d'Orret                                                                              | Orret                          |         | 47° 35′ 52″ nord, 4° 41′ 36″ est | « IA00063759 » | |             | Chapelle Sainte-Reine d'Orret                                                                |
| Chapelle Saint-Nicolas de Laperrière                                                                       | Poiseul-la-Ville-et-Laperrière |         | 47° 34′ 35″ nord, 4° 40′ 51″ est |                | |             | Chapelle Saint-Nicolas de Laperrière                                                         |
| Chapelle de Poncey-lès-Athée                                                                               | Poncey-lès-Athée               |         | 47° 14′ 27″ nord, 5° 23′ 17″ est |                | |             | Chapelle de Poncey-lès-Athée                                                                 |
| Chapelle du château de Crépan                                                                              | Prusly-sur-Ource               |         | 47° 53′ 09″ nord, 4° 39′ 10″ est |                | |             | Image manquante Téléverser                                                                   |
| Chapelle de Blagny                                                                                         | Puligny-Montrachet             |         | 46° 57′ 33″ nord, 4° 44′ 27″ est | « PA00112602 » | Inscrit MH | 1984        | Image manquante Téléverser                                                                   |
| Chapelle de Puligny-Montrachet                                                                             | Puligny-Montrachet             |         | 46° 56′ 59″ nord, 4° 45′ 12″ est |                | |             | Image manquante Téléverser                                                                   |
| Chapelle Saint-Maur du Puiset                                                                              | Rochefort-sur-Brévon           |         | 47° 44′ 33″ nord, 4° 43′ 21″ est |                | |             | Chapelle Saint-Maur du Puiset                                                                |
| Chapelle du cimetière de Ruffey-lès-Echirey                                                                | Ruffey-lès-Echirey             |         | 47° 22′ 20″ nord, 5° 05′ 13″ est |                | |             | Image manquante Téléverser                                                                   |
| Chapelle Saint-Blaise de Bordes-Pillot                                                                     | Saint-Martin-du-Mont           |         | 47° 23′ 37″ nord, 4° 48′ 19″ est |                | |             | Image manquante Téléverser                                                                   |
| Chapelle Sainte-Geneviève de Bordes-Bricard                                                                | Saint-Martin-du-Mont           |         | 47° 24′ 56″ nord, 4° 47′ 18″ est |                | |             | Image manquante Téléverser                                                                   |
| Chapelle Saint-Nicolas de Corcellotte-en-Montagne                                                          | Saint-Mesmin                   |         | 47° 20′ 06″ nord, 4° 37′ 31″ est |                | |             | Chapelle Saint-Nicolas de Corcellotte-en-Montagne                                            |
| Chapelle Saint-Nicolas de Fontette                                                                         | Saint-Mesmin                   |         | 47° 21′ 29″ nord, 4° 40′ 18″ est |                | |             | Chapelle Saint-Nicolas de Fontette                                                           |
| Chapelle Saint-Sulpice de Godan                                                                            | Saint-Mesmin                   |         | 47° 21′ 11″ nord, 4° 39′ 51″ est |                | |             | Chapelle Saint-Sulpice de Godan                                                              |
| Chapelle Saint-Pierre de Saint-Pierre-en-Vaux                                                              | Saint-Pierre-en-Vaux           |         | 47° 04′ 14″ nord, 4° 31′ 44″ est | « PA00112636 » | Inscrit MH Façades et toitures                                                                                                  | 1976        | Chapelle Saint-Pierre de Saint-Pierre-en-Vaux                                                |
| Chapelle Saint-Antoine de Cruchy                                                                           | Saint-Rémy                     |         | 47° 40′ 17″ nord, 4° 18′ 36″ est |                | |             | Image manquante Téléverser                                                                   |
| Chapelle du cimetière de Saint-Usage                                                                       | Saint-Usage                    |         | 47° 06′ 42″ nord, 5° 15′ 52″ est |                | |             | Image manquante Téléverser                                                                   |
| Chapelle Saint-Auber de Prégelan                                                                           | Salives                        |         | 47° 36′ 35″ nord, 4° 54′ 44″ est |                | |             | Chapelle Saint-Auber de Prégelan                                                             |
| Chapelle Saint-Marc du château de Salmaise                                                                 | Salmaise                       |         | 47° 27′ 27″ nord, 4° 39′ 45″ est |                | |             | Chapelle Saint-Marc du château de Salmaise                                                   |
| Chapelle de l'hôpital de Saulieu                                                                           | Saulieu                        |         | 47° 16′ 56″ nord, 4° 13′ 46″ est |                | |             | Image manquante Téléverser                                                                   |
| Chapelle du couvent des Ursulines de Vitteaux de Saulieu                                                   | Saulieu                        |         | 47° 16′ 37″ nord, 4° 13′ 57″ est |                | |             | Image manquante Téléverser                                                                   |
| Chapelle Sainte-Anne de Luxeroix                                                                           | Saulx-le-Duc                   |         | 47° 33′ 55″ nord, 5° 02′ 46″ est |                | |             | Chapelle Sainte-Anne de Luxeroix                                                             |
| Chapelle Saint-Simon de Saulx-le-Duc                                                                       | Saulx-le-Duc                   |         | 47° 32′ 18″ nord, 5° 00′ 56″ est |                | |             | Chapelle Saint-Simon de Saulx-le-Duc                                                         |
| Chapelle Saint-Maur de Chenôves                                                                            | Savigny-lès-Beaune             |         | 47° 05′ 09″ nord, 4° 49′ 47″ est |                | |             | Image manquante Téléverser                                                                   |
| Chapelle Sainte-Gertrude de Selongey                                                                       | Selongey                       |         | 47° 35′ 39″ nord, 5° 12′ 15″ est | « PA00112663 » | Inscrit MH | 1970        | Image manquante Téléverser                                                                   |
| Chapelle Sainte-Anne de Selongey                                                                           | Selongey                       |         | 47° 35′ 49″ nord, 5° 10′ 58″ est |                | |             | Image manquante Téléverser                                                                   |
| Chapelle de l'hôpital Saint-Jacques de Semur-en-Auxois                                                     | Semur-en-Auxois                |         | 47° 29′ 22″ nord, 4° 19′ 36″ est |                | |             | Chapelle de l'hôpital Saint-Jacques de Semur-en-Auxois                                       |
| Chapelle des sœurs de la Visitation de Semur-en-Auxois                                                     | Semur-en-Auxois                |         | 47° 29′ 24″ nord, 4° 19′ 39″ est |                | |             | Image manquante Téléverser                                                                   |
| Chapelle du prieuré de Senailly                                                                            | Senailly                       |         | 47° 35′ 07″ nord, 4° 16′ 01″ est |                | |             | Image manquante Téléverser                                                                   |
| Chapelle Saint-Louis de l'hôpital de Seurre                                                                | Seurre                         |         | 46° 59′ 45″ nord, 5° 08′ 47″ est |                | |             | Chapelle Saint-Louis de l'hôpital de Seurre                                                  |
| Chapelle Sainte-Anne de Blessey                                                                            | Source-Seine                   |         | 47° 29′ 22″ nord, 4° 41′ 09″ est |                | |             | Image manquante Téléverser                                                                   |
| Chapelle Saint-Jean de Soussey-sur-Brionne                                                                 | Soussey-sur-Brionne            |         | 47° 19′ 09″ nord, 4° 32′ 12″ est | « PA00112682 » | Inscrit MH | 1925        | Chapelle Saint-Jean de Soussey-sur-Brionne                                                   |
| Chapelle Saint-Agrice, abbaye trappiste de l'Épinois                                                       | Soussey-sur-Brionne            |         | 47° 20′ 30″ nord, 4° 31′ 51″ est |                | |             | Chapelle Saint-Agrice, abbaye trappiste de l'Épinois                                         |
| Chapelle Saint-Barthélemy de Tart-l'Abbaye                                                                 | Tart                           |         | 47° 11′ 03″ nord, 5° 14′ 36″ est |                | |             | Chapelle Saint-Barthélemy de Tart-l'Abbaye                                                   |
| Chapelle Saint-Cyr de Châtellenot                                                                          | Terrefondrée                   |         | 47° 43′ 09″ nord, 4° 49′ 00″ est | « IA00050296 » | |             | Chapelle Saint-Cyr de Châtellenot                                                            |
| Chapelle Saint-Louis de la Forêt                                                                           | Terrefondrée                   |         | 47° 44′ 31″ nord, 4° 51′ 04″ est | « IA00050295 » | |             | Chapelle Saint-Louis de la Forêt                                                             |
| Chapelle Saint-Georges de Cercey                                                                           | Thoisy-le-Désert               |         | 47° 15′ 23″ nord, 4° 31′ 12″ est |                | |             | Image manquante Téléverser                                                                   |
| Chapelle Saint-Aubin de Villeneuve-sous-Charny                                                             | Thorey-sous-Charny             |         | 47° 20′ 37″ nord, 4° 27′ 20″ est |                | |             | Image manquante Téléverser                                                                   |
| Chapelle de Montzeron                                                                                      | Toutry                         |         | 47° 29′ 26″ nord, 4° 07′ 36″ est |                | |             | Image manquante Téléverser                                                                   |
| Chapelle du château de Toutry                                                                              | Toutry                         |         | 47° 30′ 21″ nord, 4° 07′ 07″ est |                | |             | Image manquante Téléverser                                                                   |
| Chapelle Saint-Éloi de Fromenteau                                                                          | Trouhaut                       |         | 47° 23′ 47″ nord, 4° 46′ 43″ est |                | |             | Image manquante Téléverser                                                                   |
| Chapelle Saint-Hubert de la Rochotte                                                                       | Turcey                         |         | 47° 24′ 46″ nord, 4° 43′ 41″ est |                | |             | Chapelle Saint-Hubert de la Rochotte                                                         |
| Chapelle du château de Vannaire                                                                            | Vannaire                       |         | 47° 54′ 48″ nord, 4° 34′ 12″ est |                | |             | Image manquante Téléverser                                                                   |
| Chapelle Saint-Phal                                                                                        | Vanvey                         |         | 47° 50′ 06″ nord, 4° 42′ 34″ est | « PA00112708 » | Classé MH Peinture murale l'Annonciation du 15e siècle décorant le mur Nord du chœur ; Inscrit MH Chapelle, y compris le porche | 1965 ; 1990 | Chapelle Saint-Phal                                                                          |
| Chapelle Notre-Dame-de-Toutes-Grâces de Varanges                                                           | Varanges                       |         | 47° 13′ 57″ nord, 5° 11′ 19″ est |                | |             | Chapelle Notre-Dame-de-Toutes-Grâces de Varanges                                             |
| Chapelle Notre-Dame-de-Consolation de Veilly                                                               | Veilly                         |         | 47° 07′ 34″ nord, 4° 35′ 50″ est |                | |             | Chapelle Notre-Dame-de-Consolation de Veilly                                                 |
| Chapelle Notre-Dame d'Étang                                                                                | Velars-sur-Ouche               |         | 47° 18′ 13″ nord, 4° 54′ 02″ est | « PA21000007 » | Inscrit MH | 1996        | Chapelle Notre-Dame d'Étang                                                                  |
| Chapelle Sainte-Barbe de Vieilmoulin                                                                       | Vieilmoulin                    |         | 47° 18′ 47″ nord, 4° 40′ 49″ est |                | |             | Image manquante Téléverser                                                                   |
| Chapelle Sainte-Marguerite de Villaines-en-Duesmois                                                        | Villaines-en-Duesmois          |         | 47° 40′ 59″ nord, 4° 31′ 36″ est | « PA00112722 » | Inscrit MH | 1927        | Chapelle Sainte-Marguerite de Villaines-en-Duesmois                                          |
| Chapelle Saint-Denis de Villars-Fontaine                                                                   | Villars-Fontaine               |         | 47° 08′ 58″ nord, 4° 53′ 28″ est |                | |             | Chapelle Saint-Denis de Villars-Fontaine                                                     |
| Chapelle Saint-Gengoult de Villeneuve-sous-Charigny                                                        | Villeneuve-sous-Charigny       |         | 47° 26′ 18″ nord, 4° 23′ 46″ est |                | |             | Chapelle Saint-Gengoult de Villeneuve-sous-Charigny                                          |
| Chapelle Notre-Dame-de-la-Levée                                                                            | Villers-les-Pots               |         | 47° 11′ 58″ nord, 5° 21′ 17″ est | « PA00112702 » | Classé MH | 1932        | Chapelle Notre-Dame-de-la-Levée                                                              |
| Chapelle Saint-Augustin anciennement Saint-Hermès de Villey-sur-Tille                                      | Villey-sur-Tille               |         | 47° 33′ 39″ nord, 5° 06′ 50″ est |                | |             | Image manquante Téléverser                                                                   |
| Chapelle Sainte-Barbe de la Roche Branlante                                                                | Villy-en-Auxois                |         | 47° 25′ 31″ nord, 4° 38′ 42″ est |                | |             | Chapelle Sainte-Barbe de la Roche Branlante                                                  |
| Chapelle Sainte-Christine de Viserny                                                                       | Viserny                        |         | 47° 33′ 29″ nord, 4° 17′ 41″ est |                | |             | Chapelle Sainte-Christine de Viserny                                                         |
| Chapelle de la Croix-Voisin, dite chapelle Voisin de la Carrie                                             | Vitteaux                       |         | 47° 23′ 43″ nord, 4° 33′ 16″ est |                | |             | Chapelle de la Croix-Voisin, dite chapelle Voisin de la Carrie                               |
| Chapelle de la Trinité de Vitteaux                                                                         | Vitteaux                       |         | 47° 23′ 48″ nord, 4° 32′ 27″ est |                | |             | Chapelle de la Trinité de Vitteaux                                                           |
| Chapelle de l'hôpital Saint-Nicolas de Vitteaux                                                            | Vitteaux                       |         | 47° 23′ 51″ nord, 4° 32′ 22″ est |                | |             | Image manquante Téléverser                                                                   |
| Chapelle du château de Vitteaux                                                                            | Vitteaux                       |         | 47° 23′ 51″ nord, 4° 32′ 36″ est |                | |             | Chapelle du château de Vitteaux                                                              |
| Chapelle Saint-Amand de Dracy-Chalas                                                                       | Viévy                          |         | 47° 03′ 59″ nord, 4° 25′ 48″ est |                | |             | Image manquante Téléverser                                                                   |
| Chapelle Notre-Dame-de-Pitié de Volnay                                                                     | Volnay                         |         | 46° 59′ 55″ nord, 4° 47′ 03″ est |                | |             | Chapelle Notre-Dame-de-Pitié de Volnay                                                       |
| Chapelle Garreau de Voudenay                                                                               | Voudenay                       |         | 47° 05′ 22″ nord, 4° 23′ 22″ est |                | |             | Image manquante Téléverser                                                                   |
| Chapelle Sainte-Anne de Combe du Châtelet                                                                  | Véronnes                       |         | 47° 33′ 07″ nord, 5° 13′ 30″ est |                | |             | Image manquante Téléverser                                                                   |
| Chapelle Saint-Roch de Lochère                                                                             | Échalot                        |         | 47° 34′ 38″ nord, 4° 50′ 23″ est |                | |             | Chapelle Saint-Roch de Lochère                                                               |
| Chapelle Notre-Dame-de-Pitié d'Échenon                                                                     | Échenon                        |         | 47° 06′ 50″ nord, 5° 16′ 50″ est |                | |             | Chapelle Notre-Dame-de-Pitié d'Échenon                                                       |
| Chapelle Saint-Claude du château d'Étalante                                                                | Étalante                       |         | 47° 38′ 31″ nord, 4° 45′ 39″ est |                | |             | Chapelle Saint-Claude du château d'Étalante                                                  |